# 카이저 치프스 FC
카이저 치프스 FC(영어: Kaizer Chiefs F.C.)는 남아프리카 공화국 요하네스버그를 연고로 하는 축구 클럽이다. 남아프리카 공화국에서 가장 많은 팬들을 보유하고 있고, 보츠와나, 짐바브웨, 잠비아에도 많은 팬들이 있다. 약 1600만 명의 팬들이 있다고 추정된다.
북아메리카 축구 리그의 애틀랜타 치프스에서 뛰던 구단주 카이저 모타웅이 1970년 1월 7일 설립했다. 소웨토에 위치한 또다른 클럽인 올랜도 파이러츠 FC와는 소웨토 더비를 이루고 있다.

## 선수 명단

### 현역
참고: FIFA 자격 규정에 따라 소속된 국가대표팀 국기를 표시합니다. 선수는 복수의 FIFA 비회원국 국적을 가지고 있을 수 있습니다.
| 번호 | 포지션 | 국적       | 이름            |
| ---- | ------ | ---------- | --------------- |
| 2    | DF     | 모잠비크   | 에드미우송 도브 |
| 10   | FW     | 우루과이   | 가스톤 시리노   |
| 17   | MF     | 베네수엘라 | 에드손 카스티요 |
| 30   | GK     | 르완다     | 피아크레 은왈리 |

| 번호 | 포지션 | 국적 | 이름 |
| ---- | ------ | ---- | ---- |

## 역대 감독
| 감독            | 임기 |
| --------------- | ---- |
| 필리프 트루시에 | 1994 |

틀:카이저 치프스 FC 선수 명단